# 刘小光
刘小光（1960年3月20日—），中国河南开封人，职业围棋棋手，中国棋院围棋九段、中国棋院围棋部副主任。
刘1973年方才开始学习围棋，但进步迅速，棋风好战。1980年即获得全国围棋个人赛冠军，1982年被定为六段，1986年国手战冠军，1988年升为九段。